# Candice Zhao
Candice Zhao (* 9. Juni 1992 in Ordos, Innere Mongolei; eigentlich Zhao Qian; chinesisch 趙茜 / 赵茜, Pinyin Zhào Qiàn) ist eine chinesische Schauspielerin und Model.

## Leben
Zhao wurde am 9. Juni 1992 in Ordos geboren. Sie machte einen Abschluss an der Tianjin Polytechnic University. 2010 gewann sie den 35. Miss Bikini International Contest China Champion, außerdem wurde sie zur Miss Charity und zum Autumn Girl gekürt. Seit 2011 ist sie als Schauspielerin tätig und begann, in verschiedenen chinesischen Fernsehserien mitzuspielen. 2014 hatte sie eine kleine Rolle im Blockbuster Transformers: Ära des Untergangs inne. Zwei Jahre später folgte eine Nebenrolle im Film Monster Trucks. Danach war sie überwiegend in nationalen Fernsehserien oder Filmen zu sehen. 2020 stellte sie die weibliche Hauptrolle der Meeresbiologin Liu Zimo im Tierhorrorfilm Big Octopus dar.

## Filmografie (Auswahl)
- 2014: Transformers: Ära des Untergangs (Transformers: Age of Extinction)
- 2016: Papa (Luo shan ji dao dan ji hua)
- 2016: Monster Trucks
- 2018: Midnight Driver (Siji: Driver)
- 2019: Darker 3
- 2019: Life and Death Rescue (特勤精英之生死救援/Te qin jing ying zhi Sheng si jiu yuan)
- 2019: Unstoppable Youth (青春抛物线/Qing chun pao wu xian, Fernsehserie)
- 2020: Big Octopus (Dà zhangyú)
- 2021: Word of Honor (Shan he ling, Fernsehserie)